# Władysław Jaworski (oficer SB)
Władysław Jaworski (ur. 25 września 1925 w Janiewiczach pow. Włodzimierz Wołyński, zm. 13 kwietnia 2016) – funkcjonariusz UB i Służby Bezpieczeństwa, pułkownik, szef SB w Gdańsku.

## Życiorys
Urodził się 25 września 1925 r. w Janiewiczach pow. Włodzimierz Wołyński jako syn Bolesława i Jadwigi.
W latach 1944-1947 służył w Wojskach Ochrony Pogranicza. Od 1947 r. w UB. 15 XI 1952 awansował na kierownika sekcji w Wydziale III Wojewódzkiego Urzędu Bezpieczeństwa Publicznego w Gdańsku. W latach 1954–1965 zastępca naczelnika, kolejno: Wydziału VIII, Wydziału V „A” i Wydziału II (tego ostatniego od 1 I 1957) w UB i następnie SB w Gdańsku. W latach 1965–1970 naczelnik Wydziału „T” w gdańskiej SB.
Od 15 czerwca 1970 r. na stanowisku II zastępcy ds. SB komendanta wojewódzkiego MO w Gdańsku (oznaczało to zastępcę szefa SB).
1 maja 1973 r. Władysław Jaworski został szefem gdańskiej Służby Bezpieczeństwa.
Od 1 czerwca 1975 r. zarówno Jaworski, jak i Sylwester Paszkiewicz byli zastępcami ds. SB komendanta wojewódzkiego; przy czym część materiałów IPN wskazuje, że Jaworski pozostał I zastępcą (a zatem wojewódzkim szefem SB), a część nie.
31 VIII 1981 Jaworski przeszedł na emeryturę, mając ukończone 55 lat, zaś następnego dnia szefem gdańskiej SB został Paszkiewicz.

## Działania wobec robotników i opozycji
Władysław Jaworski pełnił wysokie stanowisko w gdańskiej SB podczas wydarzeń grudniowych - był zastępcą szefa gdańskiej SB.
Krzysztof Wyszkowski twierdzi, że Jaworski nadzorował ekipy werbujące agentów wśród robotników, w tym Lecha Wałęsę, w ramach operacji „Jesień 70” (operacja trwała również w 1971 r., a jej celem było „wybadanie” środowiska robotniczego po strajkach w grudniu 1970 r.). Janusz Stachowiak, funkcjonariusz SB, zeznał, że Jaworski osobiście wziął wówczas udział w jednym tzw. spotkaniu kontrolnym z Lechem Wałęsą w hotelu „Jantar”.